# Forte de São Marcos
O Forte de São Marcos localiza-se na ponta de São Marcos, na baía do mesmo nome, dominando o canal de acesso ao porto de São Luís, no litoral do estado do Maranhão, no Brasil. MARQUES (1885) atribui-lhe as coordenadas geográficas de latitude 2º 28' 22" S e longitude 46º 31' O, levantada a 123 palmos acima do nível do mar (op. cit., p. 282).

## História
Este forte foi erguido a partir de 1694 (BARRETTO, 1958:80), inicialmente como uma simples vigia, artilhada com um canhão, que de acordo com o Padre José de Morais (1759), outrora "pelo repetido dos tiros dava notícia à cidade do número de vasos que pretendiam cometer a sua barra." (MARQUES, 1940:283).
O "Relatório sobre as fortalezas de São Luís", pelo Ajudante de Ordens Luís Antônio Sarmento da Maia para o Governador da Capitania, D. Fernando Antônio de Noronha (1792-1798), informa "(...) que a vigia de São Marcos, onde S. Exa. mandou proximamente também construir um forte, reduto de fortificação, é muito conveniente, porque daquele lugar se descobre quase toda a baía de São Marcos, e por causa de sua grande altura vê-se os navios em mais de 16 léguas de distância. (...)" (21 de Março de 1797). Estava artilhado, à época, com três peças de calibre 18 e duas de 12, todas em mau estado (MARQUES, 1970:283).
O forte desabou, de acordo com informação prestada pelo Governador D. Diogo de Souza à Corte: "(...) que era de grande utilidade estabelecer solidamente uma boa bateria na restinga de São Marcos em lugar da que há dias passados se abateu com a invernada na barreira, um pouco mais acima." (Carta de 26 de Abril de 1799. apud: MARQUES, 1970:283).
O Aviso nr. 45, de 6 de Março de 1805, concedeu a patente de governador do forte a José Gonçalves da Silva, o Barateiro (MARQUES, 1970:283). Em Julho de 1824 a sua artilharia bombardeou o Forte de Santo Antônio da Barra de São Luís, cuja guarnição se amotinara (GARRIDO, 1940:38), colocando-a em fuga. Em seu interior, a partir de 1831, passou a operar um farol. Foi avaliada em 13:228$000 réis (23 de Janeiro de 1840) (MARQUES, 1970:283).
Na década de 1870 erguia-se em alvenaria de pedra e cal, sobre terreno pouco consistente, ocupando uma área de terreno aproximadamente circular com cerca de 500 palmos, delimitada por uma estreita muralha de seis pés. No seu terrapleno erguia-se uma edificação com as dependências de Casa do Comando, Quartel da Tropa e Casa da Palamenta. Destacado do forte, seis braças para o Sul, erguia-se o Paiol de Pólvora, em edifício com teto abobadado. Estava guarnecido por um destacamento de sete praças, um Segundo-Sargento e um Cabo-de-Esquadra. Dois presos da Justiça eram ocupados na faxina do forte. Estava artilhado com uma peça de 36, nove de 32, e três de calibre 9 de bala. Nas imediações próximo ao mar, pelo lado Norte, uma antiga fonte fornecia a água potável consumida pela guarnição (MARQUES, 1970:283).
Sofreu reparos em 1874 (GARRIDO, 1940:38). Pelos Avisos Ministeriais de 13 de Março e de 31 de Julho de 1880 a estrutura, em mau estado de conservação, foi transferida para o Ministério da Agricultura, para servir de posto da Repartição dos Telégrafos Elétricos. Além do farol, e do telégrafo (semáforo, cf. GARRIDO, 1940:38) para anunciar a entrada de navios na barra, era utilizado, à época, também como Quartel (SOUZA, 1885:70).
Em 1913 teria sido adaptado para servir de Quartel à 2ª Bateria Independente (GARRIDO, 1940:38).
O conjunto arquitetônico e paisagístico da cidade de São Luís, no Maranhão, encontra-se tombado pelo Instituto do Patrimônio Histórico e Artístico Nacional desde 1974. Atualmente, apesar do farol ainda em funcionamento, a estrutura do forte encontra-se em ruínas, sem conservação.